# ヴォラピュク
ヴォラピュク (Volapük) は、ヨハン・マルティン・シュライヤーによって創られた人工言語である。ISO 639による言語コードはvoとvol。
ヴォラピュクは1879年から1880年にドイツのバーデン出身のカトリック神父、ヨハン・マルティン・シュライヤーによって創られた。
シュライヤーは夢の中で国際語を創るように神からお告げを受けてこの言語を創ったとされる。ヴォラピュクの大会は1884年にフリードリヒスハーフェン、1887年にミュンヘン、1889年にパリで行われた。最初の2つの大会ではドイツ語が使われたが、最後の大会はヴォラピュクだけで行われた。1889年の段階で283のクラブ、25の雑誌、25の言語で316の教科書が存在した。

## 歴史
1879年5月、シュライヤーは自分が編集していたカトリックの雑誌『Sionsharfe』にヴォラピュクの概要を初めて載せた。1880年にはドイツ語でヴォラピュクについての本を出すことができた。シュライヤー自身はヴォラピュクの本をドイツ語以外で書けなかったが、すぐに協力者がそのほかの言語で書いた。
フランドル地方の暗号作成者、アウグスト・ケルクホフスは長年ヴォラピュクの学士院の長を務め、各国に運動を広げた。しかし、シュライヤーは免許を発行した人以外にヴォラピュクを教えてはならないなど、言語に関する運動の権利や名誉を保持しようとしたため、学士院との間に対立が生まれる。運動は分裂し、ヴォラピュク使用者たちはシュライヤーが創ったヴォラピュクに見切りをつけてイディオム・ネウトラルや他の新しい国際語に乗り換えるなどした。1887年、エスペラントの最初の教科書『Unua Libro』が出版される。エスペラントの学習はより容易だったので、多くのヴォラピュクのクラブはエスペラントに乗り換えた。
1920年代、アリー・デ・ヨングはヴォラピュクの使用者たちの同意を得て、ヴォラピュクの改造版をつくって1931年に出版した。この改造版はあまり受け入れられなかった。デ・ヨングは文法を簡単にし、めったに使わない動詞変化を無くし、性差別と思われた代名詞と動詞の性変化を無くした。彼はまた音素"r"を追加し、それをもとにより従来"l"だった単語をよりわかりやすい形に変更した。例えば、英語の"rain"（雨）に由来する"lömib"は変更の結果、元々の英語の形に近い"rein"になった。
デ・ヨングの指導の下、ヴォラピュクはつかの間だったがオランダやドイツで再び人気を得た。しかし、それらの国ではナチスの支配が広がり、エスペラントやその他の人工言語とともに抑圧され、復活しなかった。 
現在、世界でヴォラピュクの使用者は25から30人いると見積もられている。

### 資料の収蔵機関
多くのヴォラピュクの資料がオーストリア、ウィーンの国際エスペラント博物館、スイスのラ・ショー＝ド＝フォンにある国際語資料調査機関、アメリカ合衆国ペンシルベニア州フィラデルフィアにあるアメリカ哲学協会などにある。

## 文法

### 文字
ラテン文字のうちのQとW以外と、ドイツ語由来のウムラウト付き文字を使う。デ・ヨングが1931年に改造するまで " r " はなかった。
| 文字 | IPA              |
| ---- | ---------------- |
| a    | [a]              |
| ä    | [ɛ]              |
| b    | [b]              |
| c    | [dʒ] または [tʃ] |
| d    | [d]              |
| e    | [e]              |
| f    | [f]              |

| 文字 | IPA            |
| ---- | -------------- |
| g    | [g]            |
| h    | [h]            |
| i    | [i]            |
| j    | [ʒ] または [ʃ] |
| k    | [k]            |
| l    | [l]            |
| m    | [m]            |

| 文字 | IPA                 |
| ---- | ------------------- |
| n    | [n]                 |
| o    | [o]                 |
| ö    | [ø]                 |
| p    | [p]                 |
| r    | [r]（1931年に追加） |
| s    | [s]                 |
| t    | [t]                 |

| 文字 | IPA              |
| ---- | ---------------- |
| u    | [u]              |
| ü    | [y]              |
| v    | [v]              |
| x    | [gz] または [ks] |
| y    | [j]              |
| z    | [dz] または [ts] |

アクセントは最後の音節にくる。

### 単語

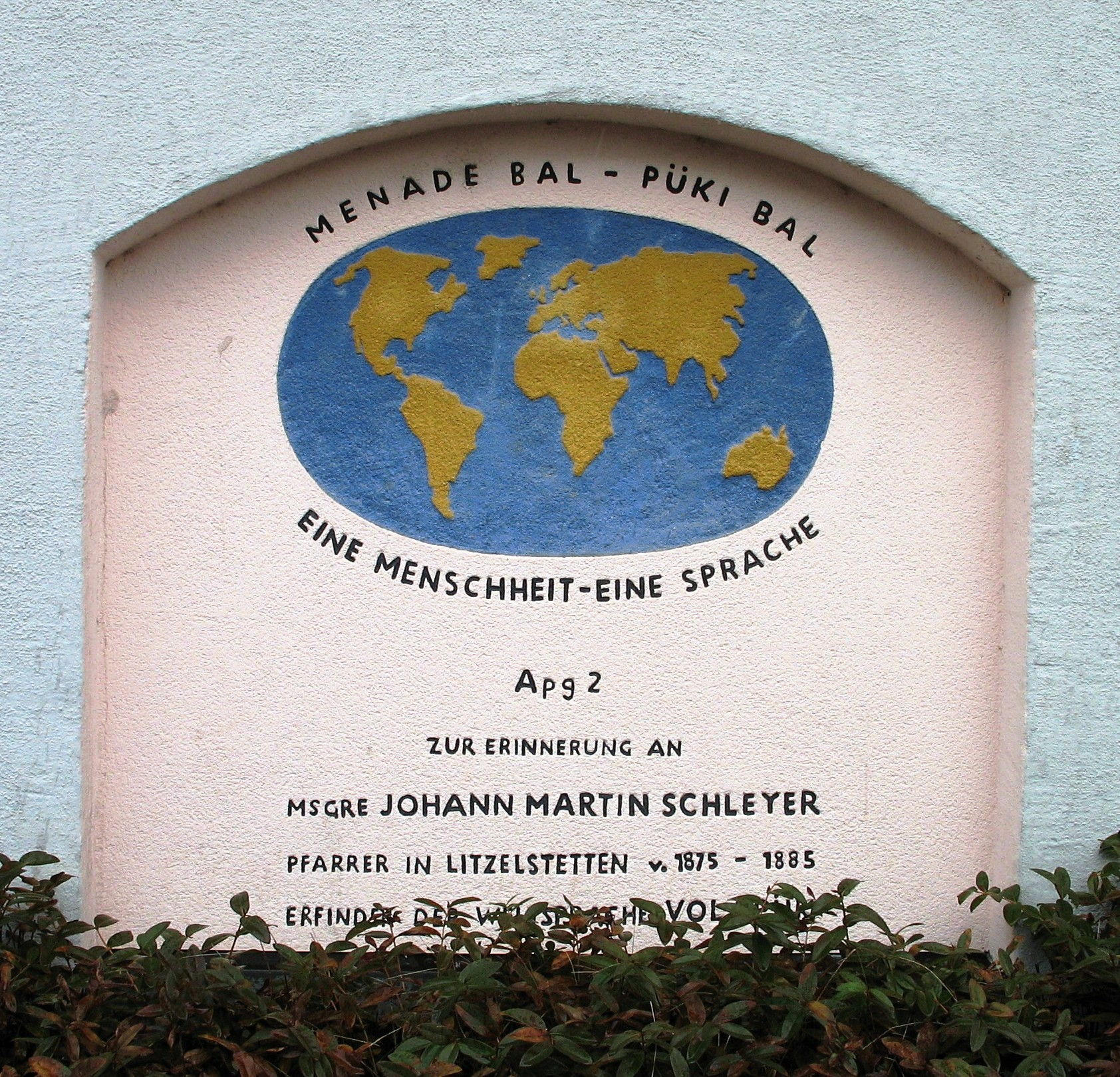
Menade bal, püki bal（1つの人類に1つの言語を）

シュライヤーは単語をもっぱら英語から、少しドイツ語やフランス語から取り入れたが、元の形が想像しにくいほど形を変えて使った。例えば、ヴォラピュクの"vol"（世界）と"pük"（言語）は英語の"world"と"speak"に由来する。言語学的に重要でないこれらの単語の変化は、かなり冷ややかに受け取られた。
シュライヤーがこのように単語を変化させたのは主に2つの理由がある。一つは難しい子音が合わさったつづりを避けたこと。もう一つは"r"と"l"の区別が苦手な中国人などに配慮して"r"を使った単語を使わなかったことである。
現在、「論理的な」計画言語、ロジバンは独自の音声体系に合わせるため、似たような単語の変化をさせている。またヴォルリンは全ての単語の語幹をCVCあるいはCVCVC（Cは子音、Vは母音）にするため、やはり似たような変化をさせている。

### 形態論
文法はほぼインド・ヨーロッパ語族の言語に由来しているが、膠着的な特徴を持ち、屈折変化ではなく形を変えずに単語を組み合わせることによって意味が変化する。
前置詞には"-ü"、間投詞には"-ä"がついた。

### 名詞
|      | 単数          | 複数               |
| ---- | ------------- | ------------------ |
| 主格 | fat - 父が    | fats - 父たちが    |
| 属格 | fata - 父の   | fatas - 父たちの   |
| 与格 | fate - 父に   | fates - 父たちに   |
| 対格 | fati - 父を   | fatis - 父たちを   |
| 呼格 | O fat! - 父よ | O fats! - 父たちよ |

ドイツ語と同様、ヴォラピュクの名詞は主格、属格、与格、対格の変化をする。2つ以上の単語が結合した語の、最初の部分には属格を表す語尾"-a"が付き、2番目の部分と分かれる。例えば、"Vola-pük"は属格になったvolがpükとくっついている。

### 人称代名詞
|       | 単数                            | 複数                                      |
| ----- | ------------------------------- | ----------------------------------------- |
| 1人称 | ob - 私                         | obs - 私たち                              |
| 2人称 | ol - あなた or - あなた（尊敬） | ols - あなたたち ors - あなたたち（尊敬） |
| 3人称 | om - 彼 of - 彼女 on - それ     | oms - 彼ら ofs - 彼女ら ons - それら      |

再帰代名詞 ok - 自身がある。
一般人称代名詞 oy - あるものがある。
1、2人称代名詞 og - 私或はあなた、ogs - 私とあなたがある。
複数の人称代名詞は単数の人称代名詞に"-s"をつけてつくった。1人称単数の"ob"（私）に"-s"をつけると1人称複数の"obs"（私たち）になる。

### 動詞
動詞は、時制、相、態、人称、数によって変化し、（3人称では）主格の性によっても活用した。
ヴォラピュクでは人称代名詞を動詞の語尾に付ければ、そのまま動詞の活用語尾になる。
|       | 単数                                                   | 複数                                                            |
| ----- | ------------------------------------------------------ | --------------------------------------------------------------- |
| 1人称 | -ob - 私が〜する                                       | -obs - 私たちが〜する                                           |
| 2人称 | -ol - あなたが〜する                                   | -ols - あなたたちが〜する                                       |
| 3人称 | -om - 彼が〜する -of - 彼女が〜する -on - それが〜する | -oms - 彼らが〜する -ofs - 彼女らが〜する -ons - それらが〜する |

能動態の時制を表すには、次の字を動詞の前につける。
|        | 過去          | 現在          | 未来          |
| ------ | ------------- | ------------- | ------------- |
| 未完了 | ä- - 過去     | - - 現在      | o- - 未来     |
| 完了   | i- - 過去完了 | e- - 現在完了 | u- - 未来完了 |

受動態の時制を表すには、次の字を動詞の前につける。
|        | 過去           | 現在           | 未来           |
| ------ | -------------- | -------------- | -------------- |
| 未完了 | pä- - 過去     | pa- - 現在     | po- - 未来     |
| 完了   | pi- - 過去完了 | pe- - 現在完了 | pu- - 未来完了 |

### 形容詞
形容詞には接尾辞"-ik"がついて通常は名詞を修飾する。
形容詞の比較級は-ikumを付けて表す。
形容詞の最上級は-ikünを付けて表す。
形容詞は名詞の後ろに付いて修飾する。

### 副詞
副詞には接尾辞"-iko"がつき、動詞か形容詞を修飾する。
副詞の比較級は-ikumoを付けて表す。
副詞の最上級は-ikünoを付けて表す。
ヴォラピュクの副詞にはオリジナルなものもある。

## 例文
以下は「主の祈り」のヴォラピュク訳である。

O Fat obas, kel binol in süls, paisaludomöz nem ola!

Kömomöd monargän ola!

Jenomöz vil olik, äs in sül, i su tal!

Bodi obsik vädeliki govolös obes adelo!

E pardolös obes debis obsik,

äs id obs aipardobs debeles obas.

E no obis nindukolös in tendadi;

sod aidalivolös obis de bas.

Jenosöd!

## 他言語におけるスラング的用法
デンマーク語 volapyk およびエスペラント volapukaĵo は、「不可解なことばの集合」や「ちんぷんかんぷん」の意味である（英語の「It's Greek to me」に相当）。
上述のようにエスペラントではヴォラピュクを嘲笑する表現もある一方、エスペラントの創案者ザメンホフは第1回世界エスペラント大会の演説でシュライヤーの功績を称えている。